# Alilem
Alilem è una municipalità di quinta classe delle Filippine, situata nella provincia di Ilocos Sur, nella regione di Ilocos.
Alilem è formata da 9 baranggay:
- Alilem Daya (Pob.)
- Amilongan
- Anaao
- Apang
- Apaya
- Batbato
- Daddaay
- Dalawa
- Kiat